# Atuaben (Aldeia)
Atuaben (Atu-Aben) ist eine osttimoresische Aldeia im Suco Atu-Aben (Verwaltungsamt Bobonaro, Gemeinde Bobonaro). 2015 lebten in der Aldeia 546 Menschen.

## Geographie
Atuaben bildet den Südwesten des Sucos Atu-Aben. Nordöstlich liegt die Aldeia Talite. Im Norden grenzt Atuaben an den Suco Ilat-Laun, im Westen an den Suco Ritabou, im Süden an den Suco Malilait und im Osten an den Suco Soileco. Die Grenze zu Ritabou bildet der Fluss Anaslota (später Anasola), der zum Flusssystem des Lóis gehört. Ebenso der Bulobu, der im Grenzgebiet zu Soileco entspringt und dorthin nach Osten weiterfließt.
Entlang eines Höhenkamms verläuft in Nord-Süd-Richtung eine Straße durch die Aldeia. An ihr liegt das Dorf Atuaben und weiter nördlich am Berg Foho Atubuti der Ort Belual.
Im Ort Atuaben liegen die beiden Grundschulen Escola Basica Central 30 de Agosto Atuaben und Escola Basica Aibou. In Belual befinden sich die Kapelle Nossa Senhora Peregrina de Marobo und die Quelle Hue.

## Politik
2023 wurde João da Cruz zum Chefe de Aldeia gewählt.